# Calouste Gulbenkian
Calouste Sarkis Gulbenkian (armeni: Գալուստ Սարգսի Գյուլբենկյան, Galust Sargsí Guiulbenkian; nascut a Üsküdar, Istanbul, Imperi Otomà, 23 març 1869- Lisboa 20 juliol 1955) va ser un home de negocis d'origen armeni, establert a Londres des de finals del segle xix i nacionalitzat britànic (1902) arran de la persecució del poble armeni. Posteriorment també va tenir residència a París i a causa de la Segona Guerra Mundial va acabar establint-se a Lisboa, l'any 1942. Va arribar a ser considerat un dels homes més rics del món. Sobresurt també com a mecenes i col·leccionista d'art.

## Negocis
Els seus negocis es van desenvolupar dins del sector petrolier. Els seu pare posseïa pous de petroli a l'Azerbaidjan. Intervingué en la fusió de les petrolieres neerlandeses i britàniques que va donar lloc a la creació de la Royal Dutch Shell (1907). El 1912 intervingué en la fundació de Turkish Petroleum Company, succeïda a partir de 1929 per la poderosa Iraq Petroleum Company (IPC).
En l'àmbit dels negocis va ser conegut com "MIster 5 per cent" per la seva política de mantenir un 5̥% de les accions dels negocis en els que prenia part

## Mecenatge
El 1953 va disposar la creació de la Fundació Calouste Gulbenkian (FCG), amb seu a Portugal, que esdevindria l'hereva única i administradora de la seva immensa fortuna. Aprovada definitivament l'any 1956, els programes de la Fundació es desenvolupen en l'àmbit de les arts, la ciència i l'educació. També dona suport a les comunitats armènies. En depenen una biblioteca i una orquestra i cor. El Museu Calouste Gulbenkian de Lisboa on es troba recollida la seva important col·lecció d'art va obrir les portes al públic l'any 1969.